# Estat excitat
L'excitació és una elevació en el nivell d'energia d'un sistema físic, per sobre d'un estat d'energia de referència arbitrari, anomenat estat fonamental. En física hi ha una definició tècnica específica per al nivell d'energia que s'associa sovint amb un àtom que està excitat cap a un estat excitat de major energia. En mecànica quàntica un estat excitat d'un sistema (com un electró, nucli atòmic, àtom, o molècula) és qualsevol estat quàntic del sistema que gaudeix d'una major energia que l'estat fonamental (és a dir, més energia que el mínim absolut). La temperatura d'un grup de partícules és indicativa del nivell d'excitació.

Després d'absorbir energia, un electró pot saltar des de l'estat fonamental a un estat excitat de més energia.

La vida útil d'un sistema en un estat excitat sol ser curta: l'emissió espontània o induïda d'un quàntum d'energia (com un fotó o fonó), normalment passa poc després que el sistema hagi estat promogut a l'estat excitat, tornant el sistema a un estat amb una energia més baixa (un estat menys excitat o l'estat fonamental). Aquest retorn a un nivell d'energia és, sovint, imprecisament anomenat desintegració i és l'invers de l'excitació. Els estats excitats del període de semidesintegració llarg s'anomenen metaestables. Tant els isòmers nuclears del període de semidesintegració llarg com l'oxigen singlet en són dos exemples.

## Excitació atòmica
Un exemple senzill d'aquest concepte és l'àtom d'hidrogen. L'estat fonamental de l'àtom d'hidrogen correspon a tenir l'únic electró de l'àtom en l'òrbita o nivell d'energia més baix possible, (és a dir, la funció d'ona "1 s ", que presenta simetria esfèrica, i que té els nombres quàntics més baixos possibles). En donar una energia addicional a l'àtom (per exemple, per l'absorció d'un fotó d'una energia adequada, o per escalfament a alta temperatura, o per excitació elèctrica dins d'un camp elèctric), l'electró és capaç de moure's a un estat excitat (un estat amb un o més nombres quàntics grans que el mínim possible). Si el fotó té massa energia, l'electró deixa d'estar vinculat a l'àtom, s'escaparà d'aquest, i l'àtom quedarà convertit en un ió positiu o catió, és a dir, l'àtom s'ionitza.
Després de l'excitació, l'àtom podria tornar a un estat excitat inferior, o l'estat fonamental, emetent un fotó amb una energia característica, igual a la diferència d'energia entre els nivells de sortida i arribada. L'emissió de fotons per àtoms en diferents estats excitats condueix a un espectre electromagnètic que mostra una sèrie de característiques línies d'emissió (tenim, en el cas de l'àtom d'hidrogen, la sèrie de Lyman, sèrie de Balmer, sèrie de Paschen, sèrie de Brackett i sèrie de Pfund.)
Un àtom en un estat excitat de molt alta energia es denomina àtom de Rydberg. Un sistema d'àtoms altament excitats pot formar un estat excitat condensat de període de semidesintegració llarg, per exemple, una fase condensada composta completament d'àtoms altament excitats: la matèria de Rydberg.
Així doncs, un àtom o qualsevol altre sistema pot excitar per absorció de fotons d'una freqüència característica, o també mitjançant la calor o l'electricitat.

## Excitació d'un gas pertorbat
Un conjunt de molècules que formen un gas es pot considerar en un estat excitat, si una o més molècules s'eleven a nivells d'energia cinètica tals que la distribució de velocitats resultant s'allunyi de l'equilibri de la distribució de Boltzmann. Aquest fenomen ha estat estudiat en el cas d'un gas bidimensional amb cert detall, analitzant el temps necessari per relaxar-lo fins a l'equilibri.